# Tanner Tessmann
Tanner Tessmann, né le 24 septembre 2001 à Birmingham, en Alabama, est un joueur international américain de football qui évolue au poste de milieu central à l'Olympique lyonnais.

## Biographie

### Carrière en club

#### Formation
Natif de Birmingham en Alabama aux États-Unis, Tanner Tessmann intègre l'académie du FC Dallas en 2016, où il est formé. Il commence toutefois sa carrière avec l'équipe réserve, au North Texas SC, club évoluant en USL League One.
Le 18 décembre 2019, Tanner Tessmann s’est engagé à jouer au football (et au football américain en tant que kicker) au niveau universitaire à l’Université Clemson,. Mais le 27 février 2020, il signe  avec le FC Dallas un contrat garanti jusqu'à la fin de la saison 2022 puis deux années en option en tant que Homegrown Player.

#### Parcours professionnel

##### FC Dallas (2020-2021)
Pisté par plusieurs clubs européens, Tessmann décide de signer son premier contrat professionnel avec le FC Dallas avec l'ambition de s'y imposer.
Il est intégré au FC Dallas en 2020, et fait ses débuts en Major League Soccer le 1er mars 2020, face au Union de Philadelphie, où il est titularisé. Il se fait remarquer en délivrant une passe décisive pour Paxton Pomykal, et son équipe s'impose par deux buts à zéro,.

##### Venezia FC (2021-2024)
Le 15 juillet 2021, il est transféré en Italie, dans le club du Venezia FC, promu en Serie A. Il signe un contrat de quatre ans jusqu'en juin 2025. Il joue son premier match sous ses nouvelles couleurs le 15 août 2021, lors d'une rencontre de coupe d'Italie face au Frosinone Calcio. Il entre en jeu à la place de Dor Peretz et son équipe l'emporte aux tirs au but.

##### Olympique lyonnais (depuis 2024)
En août 2024, alors qu'il ne lui reste plus qu'un an de contrat avec le Venezia FC, Tanner Tessmann se rapproche de l'Olympique lyonnais avec lequel il envisage de signer un contrat de 5 ans. 
Les dirigeants lyonnais et vénitiens tombent d'accord le 24 août 2024. Son arrivée était une priorité pour l'OL qui cherche alors à renforcer un milieu de terrain encore trop fragile. Le montant du transfert s'élève à 6 millions d'euros. 

### Carrière internationale
Après une première saison réussie avec le FC Dallas, Tanner Tessmann est convoqué pour la première fois en équipe des États-Unis par le sélectionneur national Gregg Berhalter pour un match amical contre Trinité-et-Tobago le 24 janvier 2021,. Il honore sa première sélection face à Trinité-et-Tobago le 31 janvier 2021. Lors de ce match, il entre à la 78e minute de la rencontre, à la place d'Aaron Herrera. Son équipe s'impose largement par sept buts à zéro.
Il est absent de la liste des vingt joueurs américains sélectionnés par Jason Kreis pour disputer le tournoi pré-olympique masculin de la CONCACAF 2020 avec les moins de 23 ans,, mais à la suite du forfait d'Ulysses Llanez, il est finalement convoqué en remplacement.

## Statistiques

### Statistiques détaillées
| Saison                | Club                  | Championnat           | Championnat | Championnat | Championnat | Coupe(s) nationale(s) | Coupe(s) nationale(s) | Coupe(s) nationale(s) | Compétition(s) continentale(s) | Compétition(s) continentale(s) | Compétition(s) continentale(s) | Compétition(s) continentale(s) | Séries | Séries | Séries | Total | Total | Total |
| Saison                | Club                  | Division              | M.          | B.          | P.d.        | M.                    | B.                    | P.d.                  | Comp.                          | M.                             | B.                             | P.d.                           | M.     | B.     | P.d.   | M.    | B.    | P.d.  |
| 2019                  | North Texas SC        | USL1                  | 14          | 1           | 0           | -                     | -                     | -                     | -                              | -                              | -                              | -                              | 2      | 0      | 0      | 16    | 1     | 0     |
| 2020                  | FC Dallas             | MLS                   | 19          | 0           | 1           | -                     | -                     | -                     | -                              | -                              | -                              | -                              | 2      | 0      | 0      | 21    | 0     | 1     |
| 2021                  | FC Dallas             | MLS                   | 7           | 0           | 0           | -                     | -                     | -                     | -                              | -                              | -                              | -                              | -      | -      | -      | 7     | 0     | 0     |
| Sous-total            | Sous-total            | Sous-total            | 26          | 0           | 1           | -                     | -                     | -                     | -                              | -                              | -                              | -                              | 2      | 0      | 0      | 28    | 0     | 1     |
| 2021-2022             | Venise FC             | Serie A               | 20          | 0           | 0           | 3                     | 0                     | 0                     | -                              | -                              | -                              | -                              | -      | -      | -      | 23    | 0     | 0     |
| 2022-2023             | Venise FC             | Serie B               | 32          | 3           | 2           | 1                     | 0                     | 0                     | -                              | -                              | -                              | -                              | 1      | 0      | 0      | 34    | 3     | 2     |
| 2023-2024             | Venise FC             | Serie B               | 37          | 6           | 3           | 1                     | 0                     | 0                     | -                              | -                              | -                              | -                              | 4      | 1      | 0      | 42    | 7     | 3     |
| Sous-total            | Sous-total            | Sous-total            | 89          | 9           | 5           | 5                     | 0                     | 0                     | -                              | -                              | -                              | -                              | 5      | 1      | 0      | 99    | 10    | 5     |
| 2024-2025             | Olympique lyonnais    | Ligue 1               | 25          | 1           | 0           | 1                     | 0                     | 0                     | C3                             | 9                              | 0                              | 0                              | -      | -      | -      | 35    | 1     | 0     |
| 2025-2026             | Olympique lyonnais    | Ligue 1               | 1           | 0           | 0           | -                     | -                     | -                     | -                              | -                              | -                              | -                              | -      | -      | -      | 1     | 0     | 0     |
| Sous-total            | Sous-total            | Sous-total            | 26          | 1           | 0           | 1                     | 0                     | 0                     | -                              | 9                              | 0                              | 0                              | -      | -      | -      | 36    | 1     | 0     |
| Total sur la carrière | Total sur la carrière | Total sur la carrière | 155         | 11          | 6           | 6                     | 0                     | 0                     | -                              | 9                              | 0                              | 0                              | 9      | 0      | 0      | 179   | 11    | 6     |

### En sélection nationale
| Saison                | Sélection             | Phases finales              | Phases finales | Phases finales | Phases finales | Éliminatoires | Éliminatoires | Éliminatoires | Ligue des nations | Ligue des nations | Ligue des nations | Matchs amicaux | Matchs amicaux | Matchs amicaux | Total | Total | Total |
| Saison                | Sélection             | Compétition                 | M              | B              | Pd             | M             | B             | Pd            | M                 | B                 | Pd                | M              | B              | Pd             | M     | B     | Pd    |
| --------------------- | --------------------- | --------------------------- | -------------- | -------------- | -------------- | ------------- | ------------- | ------------- | ----------------- | ----------------- | ----------------- | -------------- | -------------- | -------------- | ----- | ----- | ----- |
| 2020-2021             | États-Unis            | -                           | -              | -              | -              | -             | -             | -             | -                 | -                 | -                 | 1              | 0              | 0              | 1     | 0     | 0     |
| 2023-2024             | États-Unis            | -                           | -              | -              | -              | -             | -             | -             | -                 | -                 | -                 | 1              | 0              | 0              | 1     | 0     | 0     |
| 2024-2025             | États-Unis            | Ligue des nations 2024-2025 | 2              | 0              | 0              | -             | -             | -             | 2                 | 0                 | 0                 | 2              | 0              | 0              | 6     | 0     | 0     |
| Total sur la carrière | Total sur la carrière | Total sur la carrière       | 2              | 0              | 0              | -             | -             | -             | 2                 | 0                 | 0                 | 4              | 0              | 0              | 8     | 0     | 0     |

## Palmarès
Il est champion de troisième division américaine en 2019 avec le North Texas SC, équipe réserve du FC Dallas.

## Vie personnelle
Tanner Tessmann est le filleul de Dabo Swinney, entraîneur de football américain à l'Université Clemson,.